# 假戰

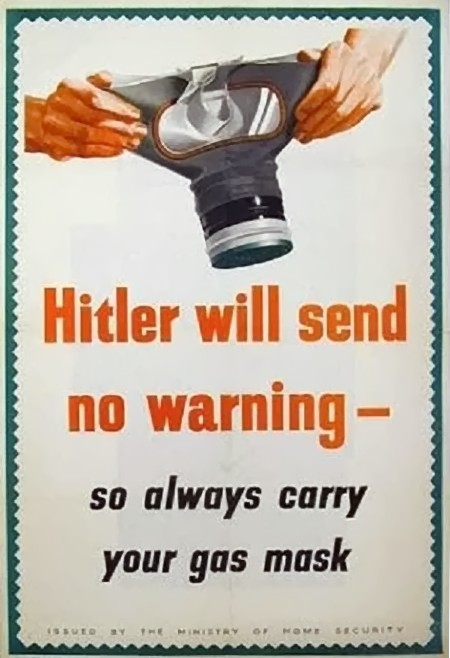
英國國土安全部在假戰期間經常使用的海報

假戰（英語：Phoney War），怪戰（法語：Drôle de guerre），又稱為静坐战（德語：Sitzkrieg），是指1939年9月開始到1940年4月之間，英法雖然因為納粹德國對波蘭的入侵而宣戰，可是兩方實際上只有極輕微的軍事衝突。
這段期間雙方有小規模的空中與海上的衝突，英國開始將遠征軍調動至法國，法國則開始進行一些動員的工作。1940年初法國有14個師防守有名的馬奇諾防線，同時有80個師在後方予以支援，英國陸續增援到9個師的部隊。到了1940年5月英法共集結超過3,100輛戰車與2,000多架戰鬥機。
當時德軍正與波蘭交戰，只有少量軍隊駐守於與法國交接的齊格菲防線；在另一端的馬奇諾防線，英法聯軍與德軍相對，但只爆發零星交戰。英國皇家空軍向德國投擲宣傳單，加拿大軍隊也踏上不列顛，然而西歐在7個月間並無任何戰爭，直至兩個陣營終於在北歐戰役中爆發衝突，結束這一段沒有戰爭的宣戰期。在重整軍備期間，驚惶的英法除依靠本身的生產外，都向美國購買大量武器。美國作為非參戰國，向英法租借及提供折扣出售武器而德國為了阻止這跨越大西洋的交易，觸發了大西洋戰爭。然而在1930年代，英美的私人公司曾隱瞞政府，向德軍提供武器，德軍戰機的引擎在英國製造，而原材料則購自美國。

## 薩爾衝突
1939年9月，在純政治考量下，法軍向德國的薩爾推進了3英里。法軍動用98個師和2,500輛坦克，而德軍動用43個師，沒有坦克。

## 冬季戰爭
在西歐假戰期間，蘇聯於1939年11月30日入侵芬蘭，爆發了冬季戰爭。普遍輿論都支持民主國家芬蘭，由於芬蘭的抵抗似乎比波蘭對抗德軍更成功，英法國民甚至要求其政府支援芬蘭對抗強大的蘇聯。於是，蘇聯被驅逐出國際聯盟，英法兩國曾計劃遠征斯堪的納維亞。英國開始征召軍隊，但於冬季戰爭結束前仍未到達芬蘭，便改為在北歐戰役中支援挪威。1940年3月，冬季戰爭結束後，法國總理達拉第因支援芬蘭失敗而引咎辭職。

## 德軍入侵丹麥、挪威
同盟國公開討論遠征斯堪的納維亞北部，卻得不到中立的北歐國家同意；2月的阿爾特馬克事件影響德國鐵礦供應，德國便強烈要求保衛挪威海岸。4月9日，德國發起「威瑟演習作戰」，開始入侵丹麥和挪威，丹麥隨即戰敗。4月12至15日間，盟軍登陸挪威，但德軍在兩個星期內佔領整個挪威，並把盟軍驅逐出境。

## 英國變天
英國因支援芬蘭失敗，而改為支援挪威，其帶來的災難使英國首相張伯倫在下議院備受攻擊。雖然下議院以281對200通過對張伯倫政府的信任動議，但其支持者很多都轉投了反對票。張伯倫感到失去支持，難以繼續領導英國政府或另組聯合政府，便於5月10日辭任首相一職。英國國王喬治六世委任反對綏靖的邱吉爾出任首相。邱吉爾重組聯合政府，包括保守黨、工黨、自由黨和一些無政黨人士。
當日，即英法對德宣戰後8個月，德軍進攻比利時、荷蘭和盧森堡，結束了假戰。

## 重大事件
此外，海上還發生了一些重大事件，包括第二次大西洋戰爭。

## 影响
假战是二战时期西方绥靖政策的延续。它使法西斯的侵略野心进一步膨胀，削弱了反法西斯战线的力量，并间接导致了法国的沦陷。

## 延伸閱讀
- Halford Mackinder's Necessary War （页面存档备份，存于） 探討假戰背後政治策略的文章